# Jame Gumb
Jame Gumb, meglio noto come Buffalo Bill, è un personaggio immaginario, principale antagonista nel romanzo Il silenzio degli innocenti, di Thomas Harris.
Clarice Starling, una giovane recluta dell'FBI, viene incaricata da Jack Crawford di far visita ad Hannibal Lecter per stilare un profilo psico-personale del serial killer.
Nella trasposizione cinematografica è interpretato da Ted Levine.

## Profilo
"Buffalo Bill" è un serial killer che rapisce giovani donne in sovrappeso al fine di scuoiarle e creare un macabro vestito da donna, poiché gli è stata negata l'operazione per il cambio di sesso. Nonostante Gumb desideri diventare donna, lo stesso Hannibal Lecter esclude che possa essere transessuale, spiegando che in realtà soffre di disturbi mentali che lo spingono disperatamente, ma in modo sbagliato, a cercare di essere chiunque tranne sé stesso. Il soprannome deriva dal commento scherzoso sul suo operato da parte di un poliziotto nel Kansas: "A questo piace scuoiare gobbe".

### Fonti di ispirazione
Il personaggio di Gumb si basa principalmente su tre serial killer realmente esistiti:
- Ed Gein[3]
- Ted Bundy
- Gary M. Heidnik

Sono i caratteri di questi tre assassini seriali ad aver ispirato il profilo psico-personale di "Buffalo Bill".
Infatti Ed Gein scuoiava le sue vittime per crearne un vestito da donna, Ted Bundy ingessava il suo braccio e lo usava come esca per convincere le donne ad avvicinarsi a lui e Gary M. Heidnik teneva le donne che rapiva in una fossa, scavata da lui stesso, nel suo seminterrato.

## Biografia del personaggio
Il romanzo rivela che Gumb fu abbandonato dalla madre, una prostituta alcolizzata che tra l'altro sbagliò il nome del neonato (doveva infatti chiamarsi James) sul suo certificato di nascita, ma venne preso in affidamento a due anni da un orfanotrofio, dove rimase fino ai dieci anni; successivamente venne adottato dai nonni, i quali divennero le sue prime vittime quando li uccise d'impulso a dodici anni. Dopo essere stato rilasciato da una struttura giovanile quando aveva diciannove anni, Gumb fece diversi lavori senza mai trovare un posto fisso; cominciò gli omicidi di "Buffalo Bill" con la sua ragazza, Fredrica Bimmel, ritrovata poi in un fiume. Gumb iniziò quindi a frequentare un flautista fallito, Benjamin Raspail. Gumb, allo stesso tempo, ucciderà l'amante di Raspail, Klaus, del quale conservò la testa nel frigorifero creando anche un grembiule con la pelle della vittima.
Gumb alleva degli esemplari di Acherontia Styx, una specie di falena già rara nella natìa Cina (in America devono essere allevate artificialmente altrimenti muoiono), poiché è affascinato dalla metamorfosi che questo animale, noto anche come "Sfinge testa di morto", subisce: si tratta, infatti, di un processo a cui vuol sottoporsi anche lui tanto che in una delle scene più forti del film l'uomo balla nudo con indosso lo scalpo di una delle sue vittime e il pene stretto tra le gambe (tucking), utilizzando un mantello di seta a mo' di ali da falena sulle note della canzone Goodbye Horses, che pur sembrando cantata da un uomo è in realtà cantata da una donna nera. Solitamente Jame pone sotto la lingua delle vittime una crisalide di queste falene come firma.
Col tempo Gumb affina un preciso modus operandi per rapire le sue vittime: avvicina la donna fingendo una qualche disabilità fisica, come ad esempio un braccio ingessato, allo scopo di farsi aiutare, per poi farla salire sul suo furgone. Nei primi tre casi conduce le vittime a casa offrendo loro una doccia per poi metter loro un cappio al collo e strangolarle; in seguito porterà le vittime in un profondo pozzo nella cantina di casa sua, ereditata dalla sua vecchia datrice di lavoro quando era un sarto, dove le farà morire di fame per poi scuoiarle e abbandonarle come spazzatura, riferendosi a loro come "essi". Spesso, per rimanere nell'anonimato, fa uso di nomi fittizi.
In seguito rapisce Catherine Martin, figlia di una nota senatrice, risvegliando l'interesse dell'FBI: Gumb porta la giovane a casa sua, piena di manichini femminili, vestiti di moda creati da lui stesso, telai, vasche con pezzi di cadaveri a mollo e una piccola quanto adorabile barboncina di nome Precious che Gumb ama quanto un figlio; proprio Precious aiuta Catherine a temporeggiare col suo aguzzino, essendo stata presa in ostaggio. Nel frattempo Clarice Starling, grazie ai suggerimenti del dottor Lecter (che lo descrive con occhi azzurri, capelli biondi, alto 185 cm, robusto, ottima forza fisica, trentadue anni), riesce a intuire dove viva il serial killer, per poi procedere all'arresto.
Jame tenterà la fuga, spegnendo le luci di casa e utilizzando un visore notturno di cui spesso faceva uso durante i sequestri per farsi i suoi vestiti a spese delle catturate innocenti. Clarice, pur non vedendolo al buio, avverte in tempo vicino a lei lo scatto improvviso del cane della pistola di Gumb e così lo uccide sparandogli più e più volte, per lo spavento di essere al buio nella cantina dell'orrore. Prima di morire, però, Gumb, domanda alla donna: "Come ci si sente a essere così bella?". Starling diventa un'eroina, Catherine viene salvata e adotta Precious come suo animale domestico.

## Adattamento cinematografico
Ne Il silenzio degli innocenti è stato interpretato da Ted Levine. Il film non rivela molto del passato del personaggio, ma Lecter sottolinea come abbia affrontato molti anni di abusi.
Nella prima puntata della serie TV Clarice, Buffalo Bill, interpretato da Simon Northwood, appare in sogno a Clarice rievocandole lo scontro finale nella cantina degli orrori.